# LOVE SCREW
「LOVE SCREW」（ラヴ・スクリュー）は、MAXの26作目のシングル。CDのみの1形態で2003年8月6日発売。発売元はavex trax。

## 解説
- タイトル曲「LOVE SCREW」のテーマは“エキゾティック＆エロティック”。MAX初の中近東/アラビアン・テイストの異国情緒溢れるオリエンタルなR&Bナンバーである。
- 作曲・編曲で、8thシングル「Shinin' on - Shinin' love」及びカップリング曲「I will」、24thシングル「eternal white」の作曲・編曲、6thシングル「Give me a Shake」、7thシングル「Love is Dreaming」等の編曲を手掛けた上野圭市を再起用。
- PVをはじめとしたパフォーマンスではベリーダンスをフィーチャー。
- PVの中でLinaとReinaがキスをする場面がある。
- コーラスで川村ゆみ、河合夕子が参加。なお、川村の起用は22ndシングル「Feel so right」以来、約2年ぶりとなる。

## 収録曲
CD
1. LOVE SCREW
作詞：相田毅 / 作曲・編曲：上野圭市
2. Don't Call Me
作詞：松本有加 / 作曲:佐久間誠 / 編曲：石川智久
3. LOVE SCREW (Instrumental)
4. Don't Call Me (Instrumental)